# ورزا (منطقةالبروج)

ورزا (丑) یکی از ۱۲ جانوری است که بنا بر تقویم چینی و تقویم مغولی هر ۱۲ سال یک بار در منطقةالبروج چینی و منطقةالبروج مغولی ظاهر می‌شود.

## ورزای منطقةالبروج چینی
| علامت | سازگار با                               | ناسازگار با                   |
| ورزا  | میمون، موش، مار، خرگوش، ورزا، سگ و خروس | اژدها، خوک، ببر، اسب و گوسفند |